# Neolochmaea
Neolochmaea is een geslacht van kevers uit de familie bladkevers (Chrysomelidae).
De wetenschappelijke naam van het geslacht werd in 1939 gepubliceerd door Laboissiere.

## Soorten
- Neolochmaea boliviensis Bechyne, 1955
- Neolochmaea convexiuscula Bechyne, 1955
- Neolochmaea crassicornis Bechyne, 1955
- Neolochmaea dentipyga (Bechyne, 1969)
- Neolochmaea guerini Bechyne, 1955
- Neolochmaea immaculata (Blake, 1938)
- Neolochmaea parallela (Bowditch, 1923)
- Neolochmaea planiuscula Bechyne, 1955
- Neolochmaea quadrilineata Bechyne, 1955
- Neolochmaea transversicollis (Jacoby, 1886)
- Neolochmaea tropica (Jacoby, 1889)